# هلوبوش
هلوبوش (به چکی: Hluboš) یک منطقهٔ مسکونی در جمهوری چک است که در ناحیه پریبرام واقع شده‌است.